# 魚卵

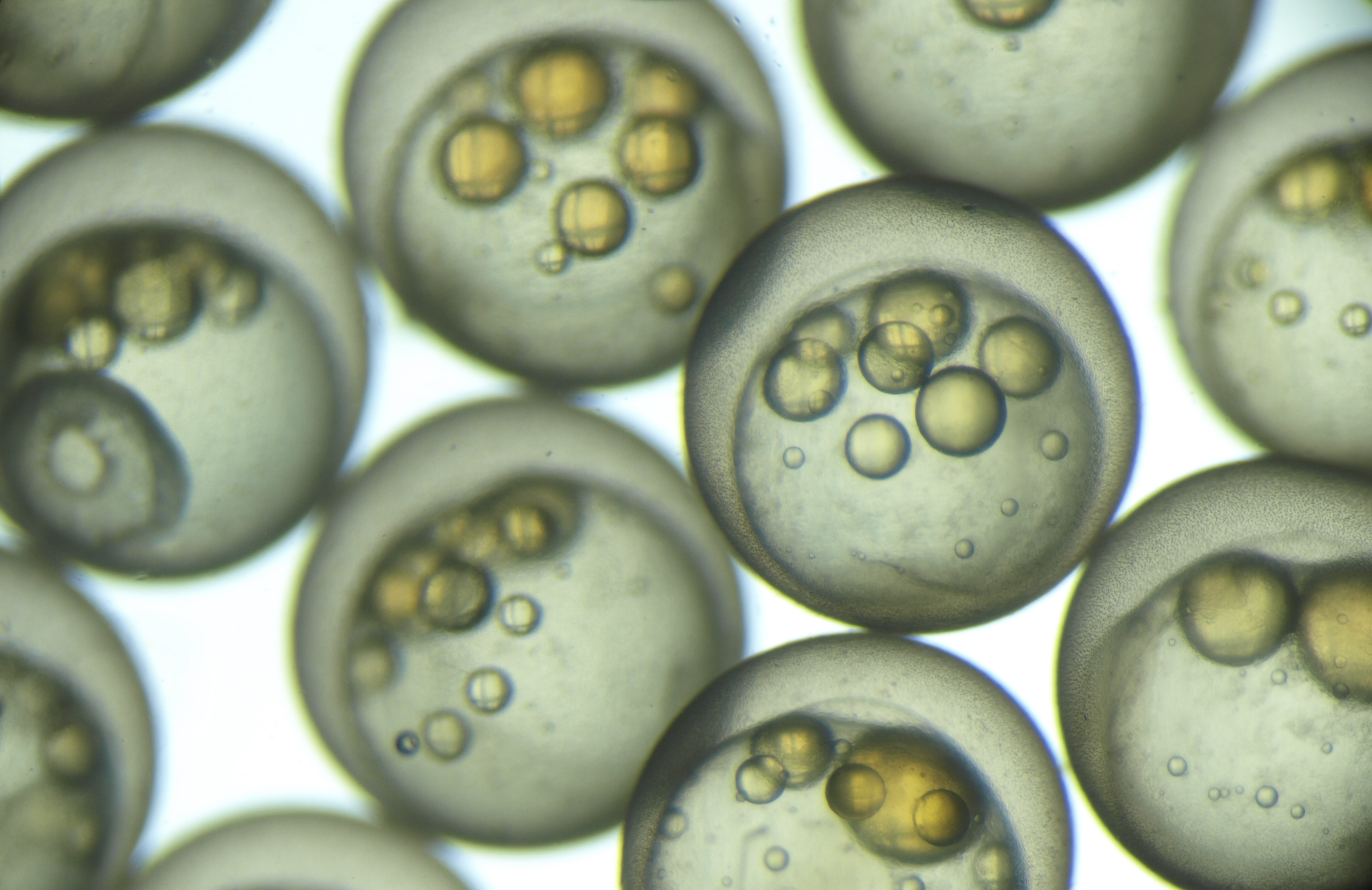
显微镜下正在发育的白鲑的卵

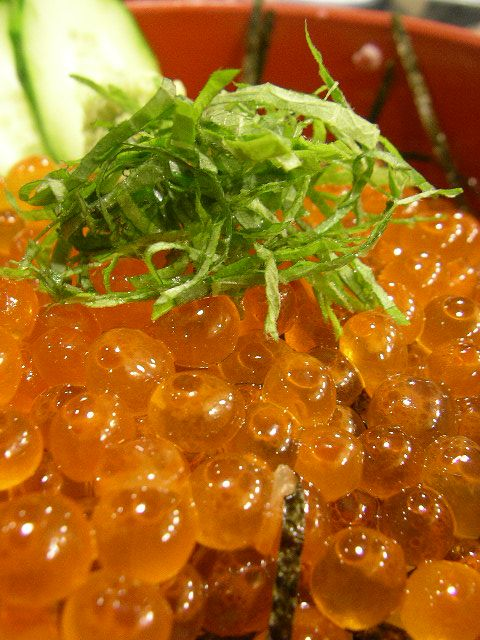
鮭魚卵

魚卵又稱魚子、魚籽、魚蛋、魚膥，是指鱼类生殖过程中雌性个体产出的生殖细胞，是鱼类繁殖和后代发展的起始阶段。有一部分的魚卵可以食用，包括了市面上加工過半成品，如烏魚子、鱈魚子明太子、鱘魚子魚子醬、柳葉魚子、鮭魚卵等等。魚卵含有蛋白質及豐富的DHA及EPA，此外也含有部份維生素和礦物質。

## 世界各地

### 亞洲

#### 日本
眾多不同類型的魚卵均被用作日本料理，包括以下未經加工即用於壽司的魚卵。
- - 鮭魚（又稱三文魚）的魚卵。呈橙紅色的獨立大球體。因為鮭魚的卵子也會被用作釣餌，有釣魚經驗且首次吃壽司的客人或許會在鮭魚卵上桌時感到驚訝。
- - 鲱魚的魚卵。呈黃色或粉色，有著堅固、彈性的觸感，通常會加以醃製。卵子會是黏著的一團，故此看起來像一塊魚。
- - 鱈魚的卵子，以紅辣椒粉調味，被一層有彈性的薄膜包圍。明太子通常是由粉紅至深紅色。
- - 鹽醃的鱈魚卵子，不論是生食或是火烤都能食用。
- - 飛魚的卵子，非常易碎，帶橙紅色。也叫仿蟹子。
- 、 - 海膽的卵子，軟身且入口即溶。顏色由橙色至淡黃色也有。人們以生食或是短暫烤過的方式進食這些卵子。海膽的卵子在韓國料理是很受歡迎的食物，在日本料理被稱為(Uni)。在智利亦是一種傳統食品，被稱為"erizo"。除了個人食用外，智利及數個國家也會出口海膽到日本等地方，以應付其對海膽的需求。
- ， - 長崎的特有品種，與鹽醃海膽與海參同為日本三大珍味之一。製法是把除去鹽份的鹽醃鯖魚再放在陽光下曬乾。

#### 韓國
Myeongran jeot (/明卵젓)即是由紅椒、胡椒粉調味而成的綠鱈卵所製的鹽釀海鮮(젓갈)。普遍用於飯饌(반찬)，小碟伴菜配上炒飯或燉鍋的材料。日本料理中的明太子是來源自韓國的。

#### 印度 (喀拉拉及西孟加拉邦) 及孟加拉國
在西孟加拉邦與孟加拉國的花點鰣魚卵擁有極佳的味道。魚卵通常會油炸，儘管其他準備例如磨碎魚卵，就是把魚卵混進油、洋蔥及胡椒磨碎；或是咖哩魚卵(curry of roe)。在喀拉拉的魚卵便會以椰子油油炸，並且味道上佳。在部落的民眾間，火烤魚卵(甚像棉花糖)亦是美味。然而，其他的魚會較攜卵的魚美味。在這個地方，鱸魚魚卵也被認為是佳餚，並且會以油炸或是作為油炸Trichosanthes dioica的餡，製成potoler dolma。

#### 伊朗
在裡海的吉蘭省及馬贊德蘭省會用上數類魚卵。在當地稱為Ashpal或Ashbal的魚卵能烤、保存、鹽醃或是與其他材料混合。若是鹽醃或保存的，這會用作調味料。如果是新鮮食用的話，通常會烤、蒸或是與蛋混合並炸成軟凍狀(custard-like)，名為"Ashpal Kuku"的菜餚。
除了很受歡迎的魚子醬外，白魚(Kutum/Caspian White Fish/Rutilus Frisii Kutum)、擬鯉(Rutilus rutilus)與裡海的鮭魚魚卵也被高度評價。鯉魚魚卵較不普遍而觸鬚白魚(Barbus barbus)的魚卵有時候也會使用。

#### 臺灣
除了以燒烤或油煎方式料理烏魚子外，亦會紅燒或油炸的方法料理魚蛋。常見的食用魚—柳葉魚的魚腹中亦有許多魚蛋，但不會特別取出而是連魚帶卵整條食用（喜相逢）。亦會將魚蛋製成罐頭。

### 歐洲

#### 丹麥
圓鰭魚卵在丹麥料理十分廣泛地使用，除了會與減半或切片的烚蛋放在一起外，還有跟土墩蝦(mounds of shrimp)，或是其他魚類、海鮮等的組合。其餘普遍地進食的魚卵是鱈魚卵。

#### 希臘
Tarama是鹽醃保存的鯉卵，通常用作製成塔沙摩沙拉(taramosalata)，一種希臘料理及土耳其開胃菜，包括Tarama混合檸檬汁、麵包屑、洋蔥及橄欖油。這是用浸(dip)的方法來食用的。

#### 意大利
Bottarga是鹽醃及風乾的鯡魚卵囊，通常用作配料或裝飾意式麵食。

#### 瑞典
煙熏及鹽腌的鱈卵醬，在瑞典普遍十分流行把其添在三明治上。最著名的品牌是。

#### 英國
在英國進食魚卵通常是魚白(soft roe)而非魚卵(hard roe)。儘管不太受歡迎，但鯡魚卵通常仍在英國不少的超級市場發售。打碎的魚卵也能在倫敦周圍區域的炸魚薯條店買得。很多種罐裝魚卵只於超級市場有售。